# Calderón (Quito)
Calderón ist ein Ort in Ecuador mit etwa 152.000 Einwohnern (2010). Administrativ ist Calderón eine Parroquia rural („ländliches Kirchspiel“) im Kanton Quito in der Provinz Pichincha. Er ist für seine bunten Figuren aus Brotteig (Guaguas de pan) bekannt.

## Geografie und Klima
Calderón liegt 10 km nordöstlich der Hauptstadt Quito und 20 km südlich des Äquators an der Panamericana in der ecuadorianischen Andensierra. Das Gebiet der Parroquia grenzt im Südwesten direkt an das Stadtgebiet Quitos, im Nordwesten an Pomasqui, im Norden an San Antonio de Pichincha, im Nordosten an Guayllabamba, im Südosten an Tababela und Puembo und im Süden an Zámbiza und Llano Chico. Calderón ist Sitz der Zonalverwaltung Calderón des Kantons Quito, die darüber hinaus das deutlich kleinere Kirchspiel Llano Chico umfasst.
Das Klima ist gemäßigt trocken, die Böden sind sandig.

## Geschichte
Calderón war in vorkolumbischer Zeit ein Zentrum der Cara-Kultur, auf die auch der frühere Kichwa-Name Carapungu („Tor zum Land der Cara“) zurückgeht. 1897 wurde Carapungu unter dem liberalen Präsidenten Eloy Alfaro (1895–1901 und 1906–1911) als Calderón zu einer eigenen Parroquia (Kirchspiel, politischer Verwaltungsbezirk unterhalb eines Kantons). Der Name geht auf den ecuadorianischen Freiheitshelden Abdón Calderón zurück, der 1822 in der Schlacht am Pichincha gegen die Spanier fiel.

## Kultur und Sehenswürdigkeiten

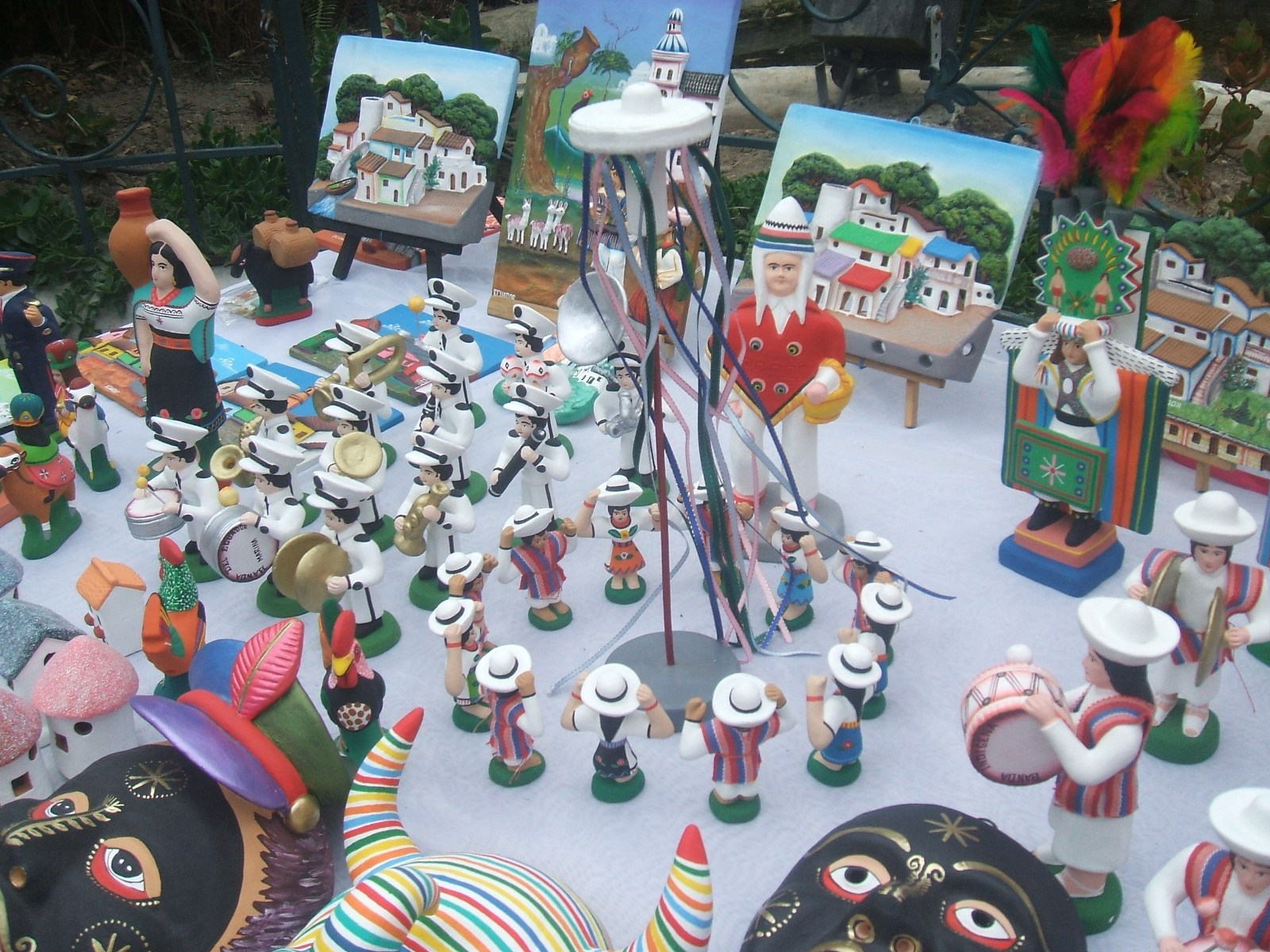
Brotteigfiguren aus Calderón

### Totengedenken
Zu Allerseelen am 2. November (Día de los difuntos) begeben sich viele der zumeist indigenen Bewohner Calderóns zum Dorffriedhof, um der Toten zu gedenken. Dabei ist es Brauch, auch nicht verwandte Personen zu ersuchen, für die eigenen Verstorbenen zu beten. Dafür wird ihnen mit Nahrungsmitteln gedankt, zu denen Colada morada und die Guaguas de pan gehören. In der Vorstellung der Lebenden wird das Essen dadurch den Toten geopfert.
In der zweiten Novemberwoche findet von Calderón aus eine traditionelle nächtliche Wallfahrt statt, die bei Sonnenaufgang bei der Kirche Basílica de Nuestra Señora del Quinche endet.

### Guaguas de pan
Guagua bedeutet auf Quechua „kleines Kind“ oder „Baby“. Die Guaguas de pan („Brotbabies“) werden traditionell aus Maismehl und Wasser geformt, da sie essbar sein müssen, um den Verstorbenen geopfert zu werden. Um die Figuren als bemalte Kunstobjekte verkaufen zu können, werden sie aus einer Mischung aus Maisstärke, Wasser und Gummi hergestellt. Es heißt, der Gesichtsausdruck einer Puppe spiegele den Gemütszustand des Kunden wider, und eine Puppe mit einem fröhlichen Gesicht mache auch den Käufer fröhlich.

## Wirtschaft und Infrastruktur
Nur mehr wenige der Produzentinnen formen ihre Produkte heute mit der Hand, die meisten der Figuren werden maschinell hergestellt und  exportiert. Es werden auch anlassbezogene Motive in Form von Hochzeitspärchen oder Trachtenfiguren sowie Bäume, Tiere oder Krippen hergestellt. Im Ort gibt es regelmäßige Verkaufsausstellungen.